# تقدم الورم

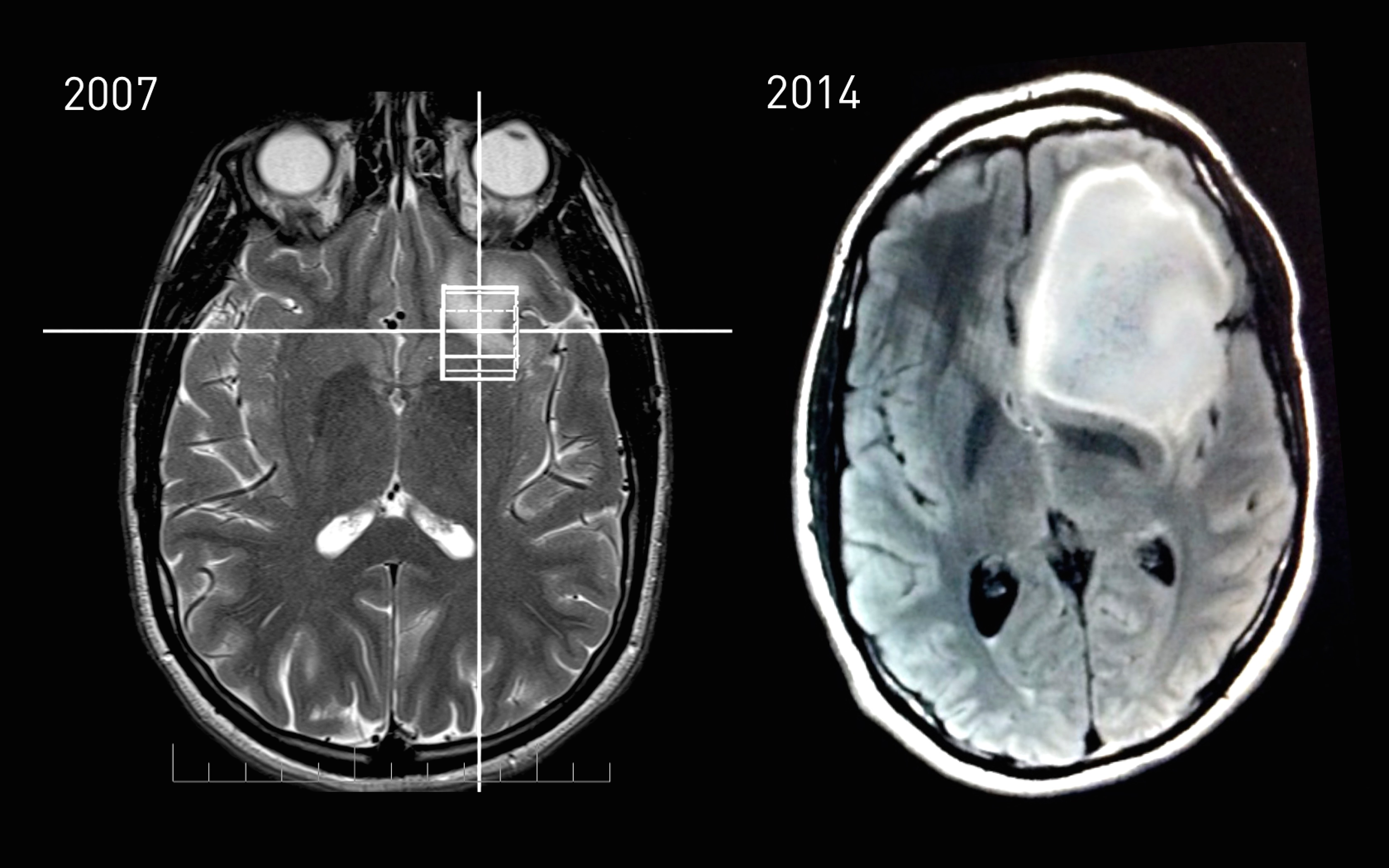
صورة رنين مغناطيسي لشخص مُصاب بورم نجمي، حيثُ يظهر تقدم الورم بين الاكتشاف العرضي له في عام 2007 وبين حدوث تغيرات النمط الظاهري في 2014.

تقدم الورم (بالإنجليزية: Tumor progression)‏ هي المرحلة الثالثة والأخيرة في تطور الورم، وتتميز هذه المَرحلة بزيادة غزوانية وسرعة نمو الخلايا الورمية، ونتيجةً لهذا التَقدم تحدث تغيرات في النمط الظاهري بحيث يُصبح الورم أكثر عدوانية ويكتَسب إمكانات الأورام الخبيثة الأكبر. كُلما زاد التقدم زادَ حدوث اختلال الصيغة الصبغية، وهذا يؤدي تعدد الأشكال النووية وخلل في الخلية.